# 유관희 (1891년)
유관희(柳寬熙, 1891년 6월 11일 ~ 1963년 1월 22일)는 일제강점기와 대한민국의 군인이며 교육인이다.

## 생애
경기도 용인군 출신으로, 대한제국 말기인 1909년에 대한제국 육군무관학교 생도 중 관비 유학생으로 선발되어 일본에 유학했다. 이때 신태영, 이응준, 홍사익 등이 함께 유학했다.
육군중앙유년학교를 거쳐 1915년에 일본육군사관학교를 제27기로 졸업하고 일본군 장교로 임관했다. 일본 제국 육군 보병 대위를 지냈으며, 태평양 전쟁에는 북중국 전선에서 참전하였다. 《삼천리》에 진중 수기를 싣기도 했다. 중학교 교사로서는 숭실학교 등에서 약 15년 동안 근무했다.
대한민국 국군 창설 후인 1949년에 군 경력자로 다시 육군에 입대하였다. 1952년에 101사단 20연대장을 지냈고, 1953년에는 200여단장에 올랐다. 1954년에는 대한민국 육군 경기지구 민사부를 거쳐 충남지구 병사구 사령관을 맡았다.
2008년 민족문제연구소가 발표한 친일인명사전 수록예정자 명단 중 군 부문에 선정되었으며 2009년 친일반민족행위진상규명위원회가 발표한 친일반민족행위 705인 명단에도 포함되었다.

## 같이 보기
- 일본육군사관학교

## 참고자료
- 유관희(柳寬熙) - 국사편찬위원회